# Куповна моћ
Куповна моћ је количина добара и услуга која се може купити у јединици валуте.
Ако новчани приходи остану исти, али ниво цена расте, куповна моћ тог прихода опада. Инфлација не подразумева увек пад куповне моћи нечијег новчаног дохотка јер он може расти брже од нивоа цена. Већи реални доходак значи већу куповну моћ јер се реални приход односи на доходак прилагођен инфлацији. Као што је Адам Смит приметио, поседовање новца даје могућност „команде“ рада других, тако да је куповна моћ у извесној мери моћ над другим људима, у мери у којој су они спремни да тргују својим радом или добрима за новац или валуту.